# Montgomery (Alabama)
Montgomery az amerikai egyesült államokbeli Alabama állam fővárosa, egyben annak második legnagyobb városa. Montgomery megye székhelye.
Montgomery büszke múltjára és ma is több konföderációs zászló leng, mint az Amerikai Egyesült Államoké.

## Földrajza
A Mexikói-öböl parti síkságán (Gulf Coastal Plain), az Alabama folyó bal partján épült.

## Történelme
Az Alabama folyó partján lévő két város egyesüléséből jött létre 1819. december 3-án. Nevét is ekkor kapta, az egyik függetlenségi háborúban elesett ezredesről, Richard Montgomeryről.
1846-ban vált Alabama állam ötödik (és egyben végleges) fővárosává, St. Stephens (1817–1818), Huntsville (1818–1820) és Cahawba (1820–1826) ideiglenes közigazgatási központok, majd az első állandó központ, Tuscaloosa (1826–1846) után.
A környék gyapotültetvényeinek gyapotpiaca volt itt. A polgárháború alatt fontos szerepet játszott. A déli államok képviselői itt gyűltek össze és itt iktatták be hivatalába Jefferson Davist, a Konföderáció elnökét. 1861-ben a Konföderáció  első fővárosává tették meg, mely címet csupán 3 hónapig viselte, az Alabamánál történetileg és gazdaságilag sokkal fontosabb Virginia csatlakozásakor annak fővárosába, Richmondba költöztették át az adminisztrációt.
Az Unió hadserege 1865-ben elfoglalta a várost s lerombolta. Alig maradt meg belőle néhány épület. A rekonstrukció végére Montgomery rozzant, szegény várossá vált. A század végére azonban visszanyerte erejét és ma is a gyapotpiac központja, de ipari település is egyúttal.
A 20. század közepén az afroamerikai polgárjogi mozgalom elsődleges színhelye lett. Itt zajlott le 1955. december 1-jén Rosa Parks ellenszegülése egy buszon. A buszvezető felszólította a néger nőt, hogy adja át a helyét egy fehér férfinak, amire nem volt hajlandó. Ebből kirobbant montgomery-i buszbojkott (Montgomery Bus Boycott), melynek során 382 napig nem szálltak buszra a helyi lakosság mintegy felét kitevő feketék. A városvezetés, hogy megmentse a közlekedési céget – mely Montgomery teljes tömegközlekedési hálózatát üzemeltette és üzemelteti ma is –, 1956. december 21-én eltörölte a szegregációt a járatokon.
1965-ben a küzdelem egyik legjelentősebb eseménye, a „Menetelés az igazságért” (Selma to Montgomery marches) célállomása szintén Montgomery volt. A menet Selmából indult és kétszer verték szét a rendőrök, így csak csak harmadik próbálkozásra értek a városba 1965. március 24-én.

### Polgármesterek
- 1977–1999: Emory Folmar (R)
- 1999–2009 : Bobby Bright (R)
- 2009: Charles Jinright (megbízott)
- 2009–2019: Todd Strange (R)
- 2019– : Steven Reed (D)

## Közigazgatás
A város kilenc kerületre oszlik, mindegyiknek 1-1 képviselője van a városi közgyűlésben, mely minden hónap első és harmadik péntekén ülésezik.
| Kerület | Képviselő neve    |
| ------- | ----------------- |
| I.      | Jim Spear         |
| II.     | Tim Head          |
| III.    | Janet May         |
| IV.     | James Nuckles     |
| V.      | Cornelius Calhoun |

| Kerület | Képviselő neve   |
| ------- | ---------------- |
| VI.     | Willie Cook      |
| VII.    | Martha Roby      |
| VIII.   | Glen Pruitt, Jr. |
| IX.     | Charles Jinright |

## Népesség
Montgomery Alabama második legnagyobb városa. Itt található a negyedik legnépesebb agglomeráció az Amerikai Egyesült Államok déli részén.
A város lakosainak száma 2000. évi népszámlálás szerint 201.568 fő volt.
Montgomery metropolisz körzet (Montgomery Metropolitan Statistical Area) lakosainak száma ugyancsak a 2000. évi felmérések alapján 346.528 fő volt.

## Épületek
A város központja a Capitolium (State Capitol), a törvényhozás épülete, amelyet a többi közigazgatási épület vesz körül. Az épület freskóit az ismert déli festő, McKenzie készítette. A freskók témája a polgárháború eseményeit örökíti meg.
A Capitolium épületével szemben a Konföderáció első „Fehér Háza” van, amely egyúttal Jefferson Davis elnök otthona volt.
Nem messze innen a Montgomery Szépművészeti Múzeum (Montgomery Museum of Fine Art) háza áll, amelynek gazdag indián anyaga is van, de régi bútorokat is bemutat.
Az 1848-ban épült klasszicista stílusú Garrett Coliseum részben múzeumnak van berendezve, de a kereskedelmi kamarának a székhelye is.

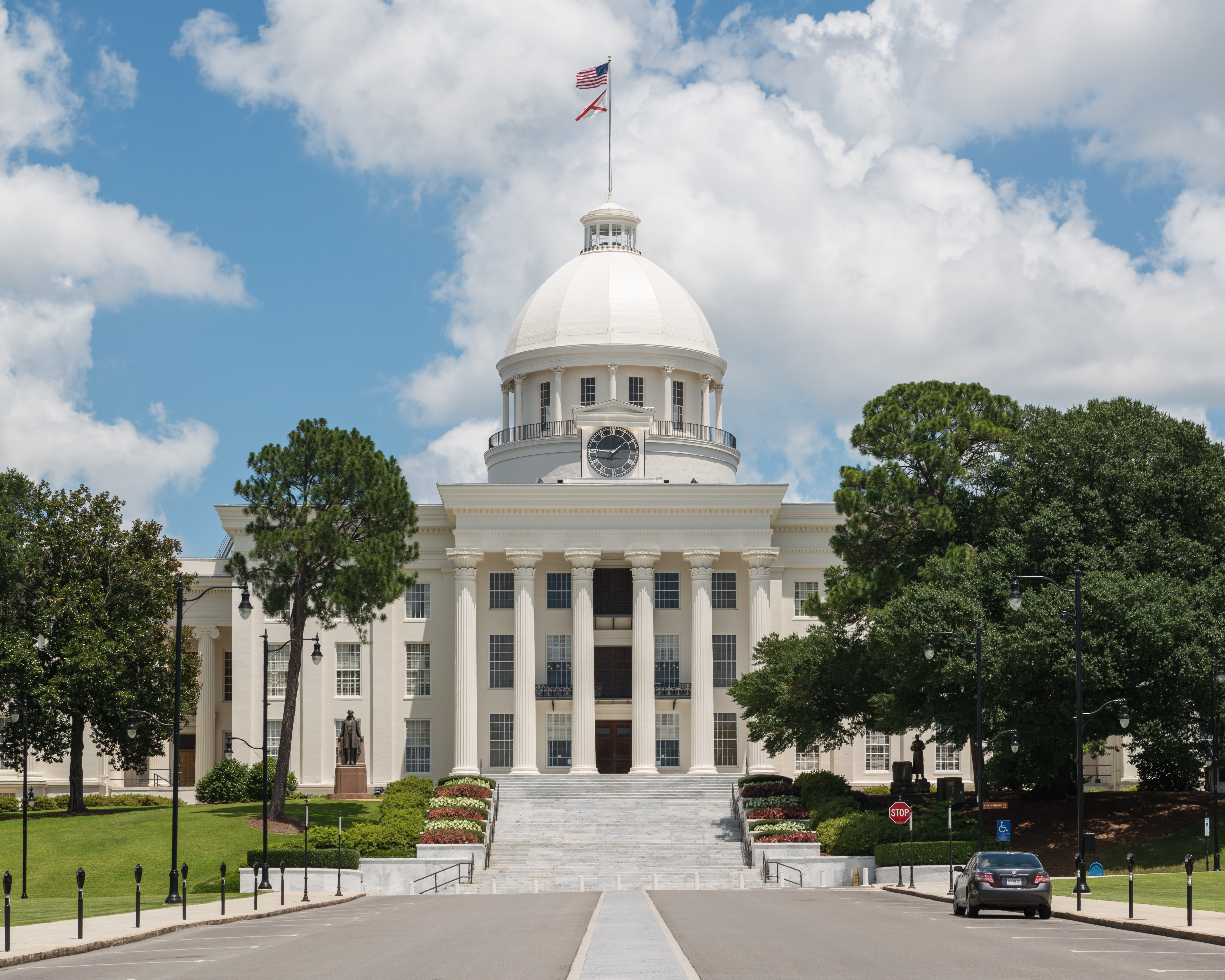
Alabama állam Capitoliuma
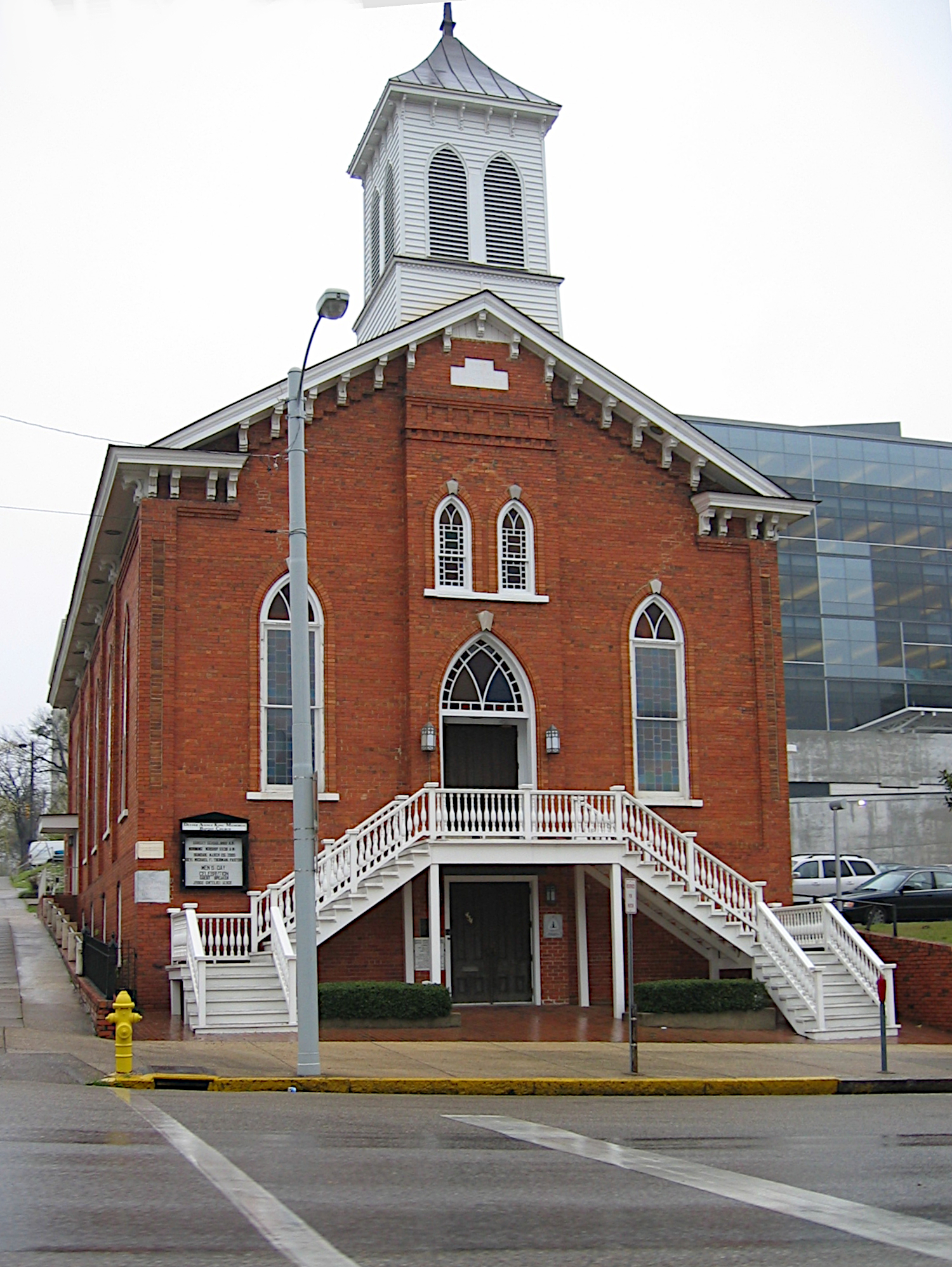
A Dexter Avenue-i baptista templom
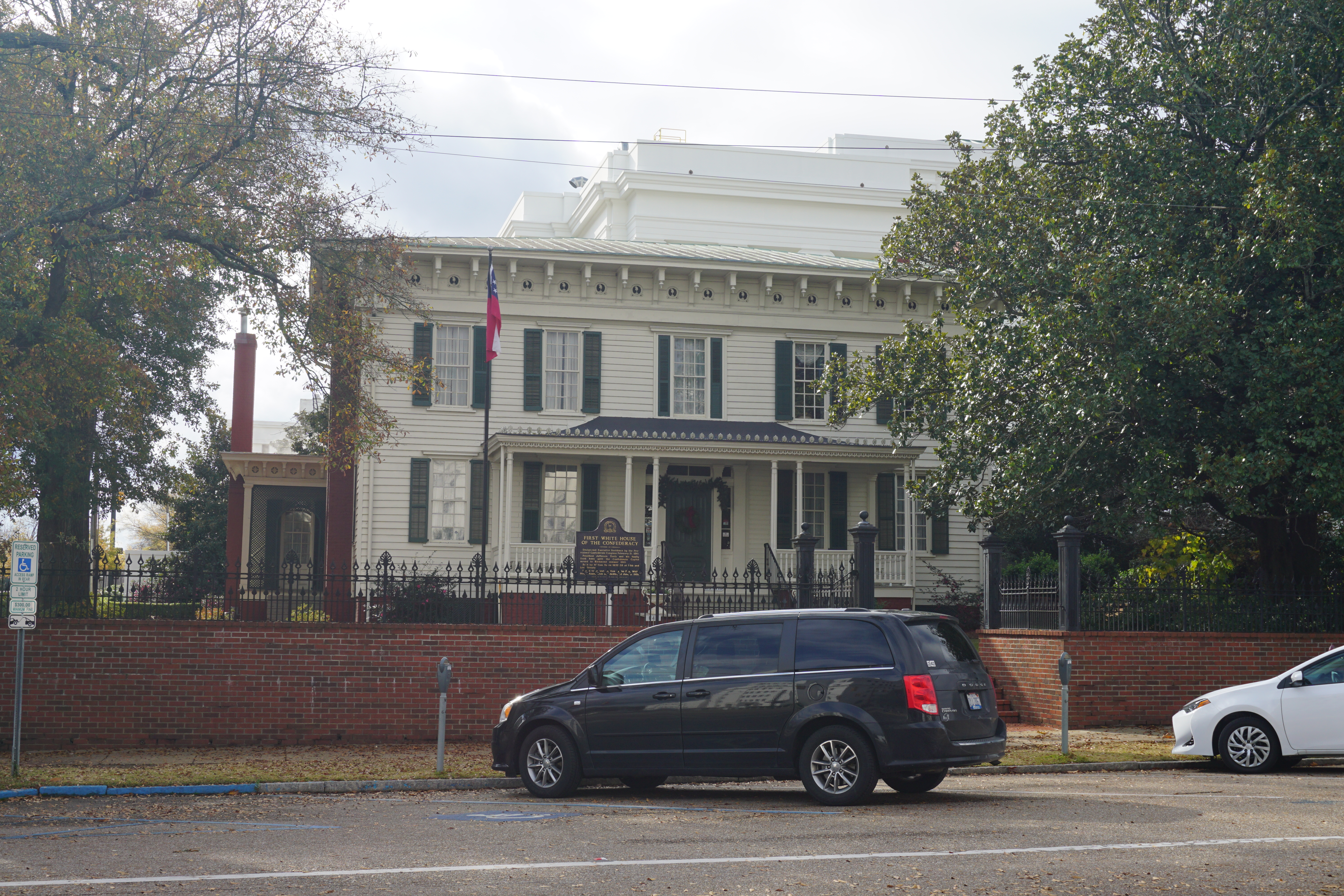
A Konföderáció első Fehér Háza
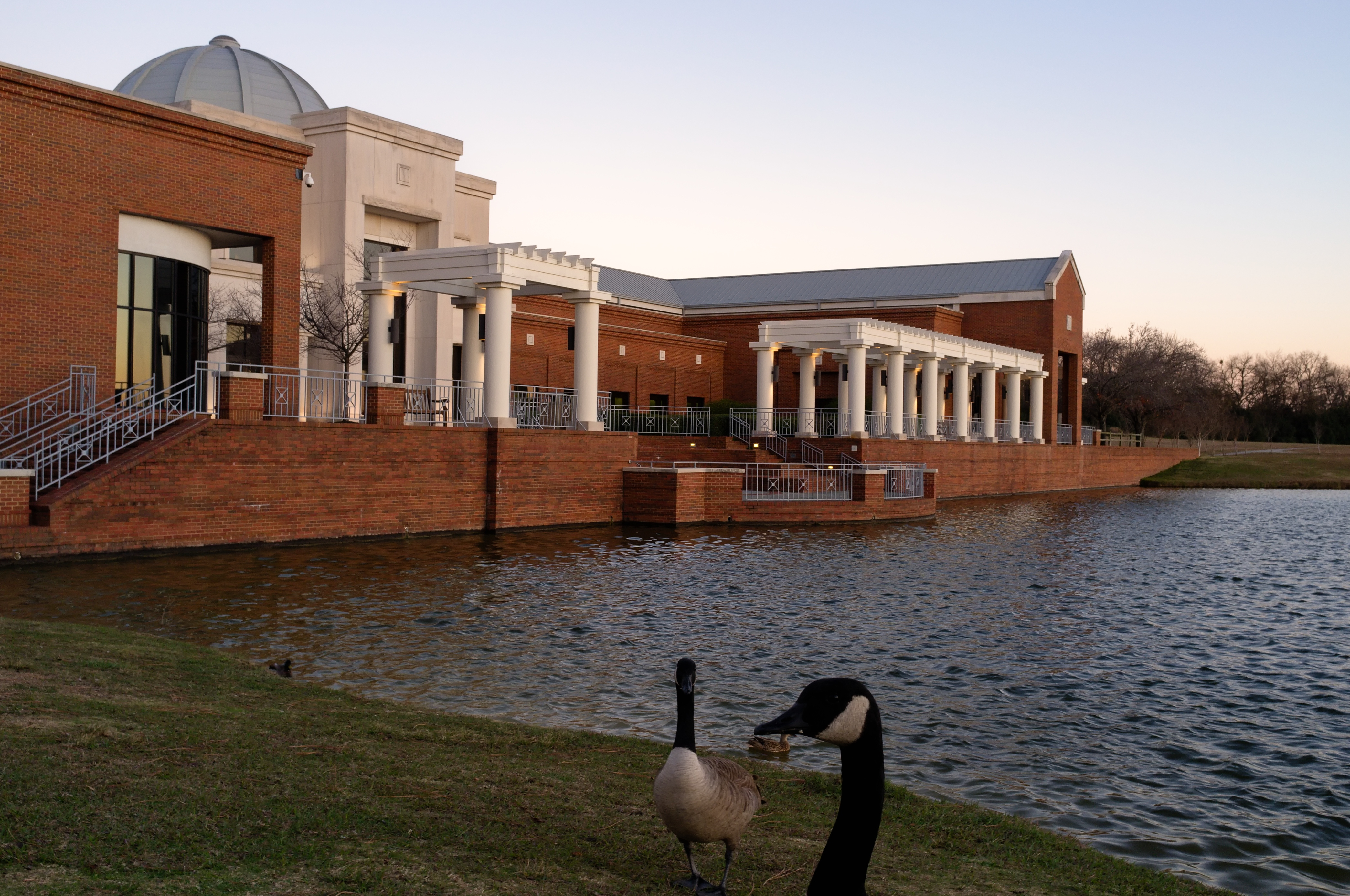
Montgomery Szépművészeti Múzeum
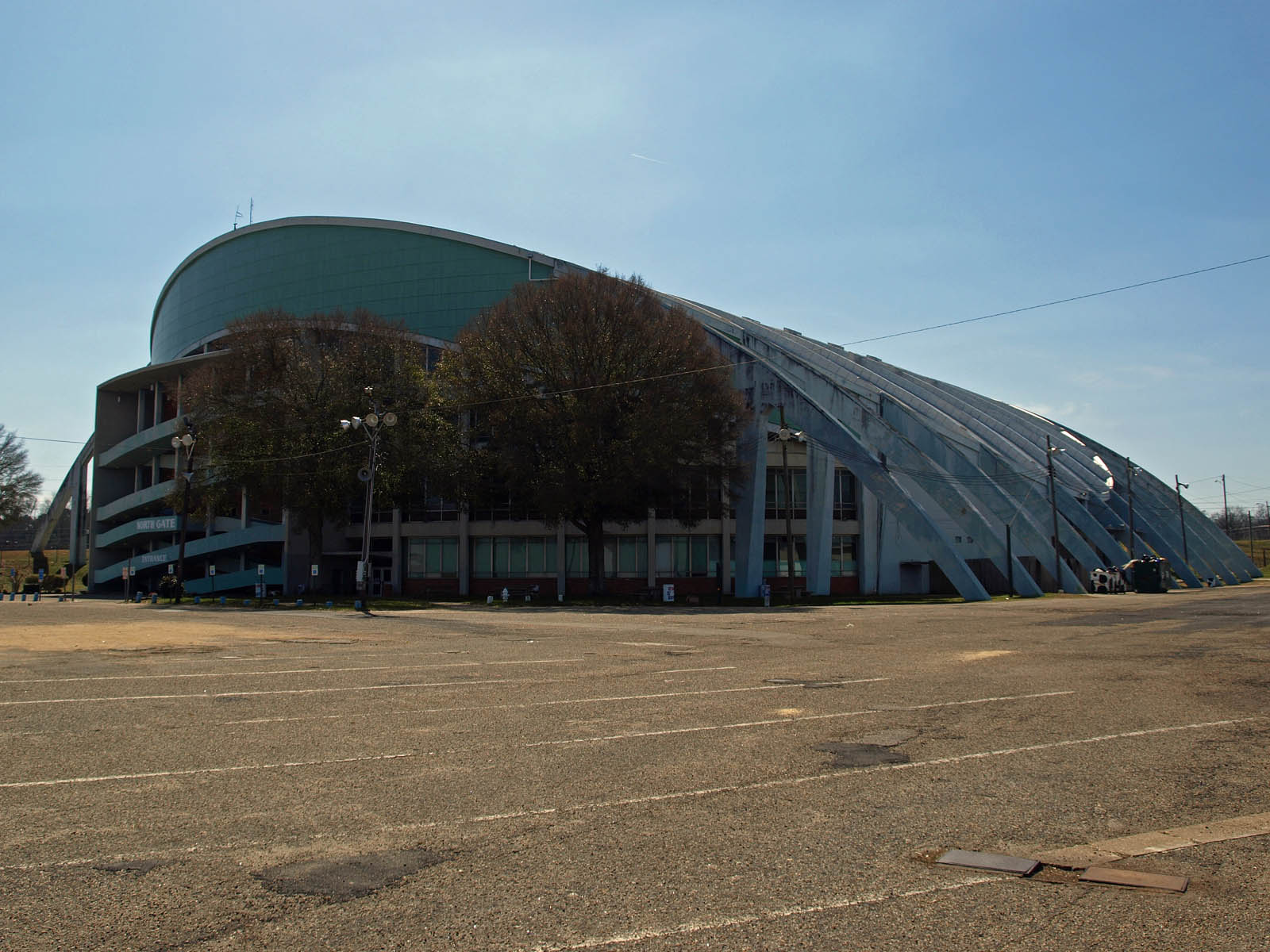
Garrett Coliseum
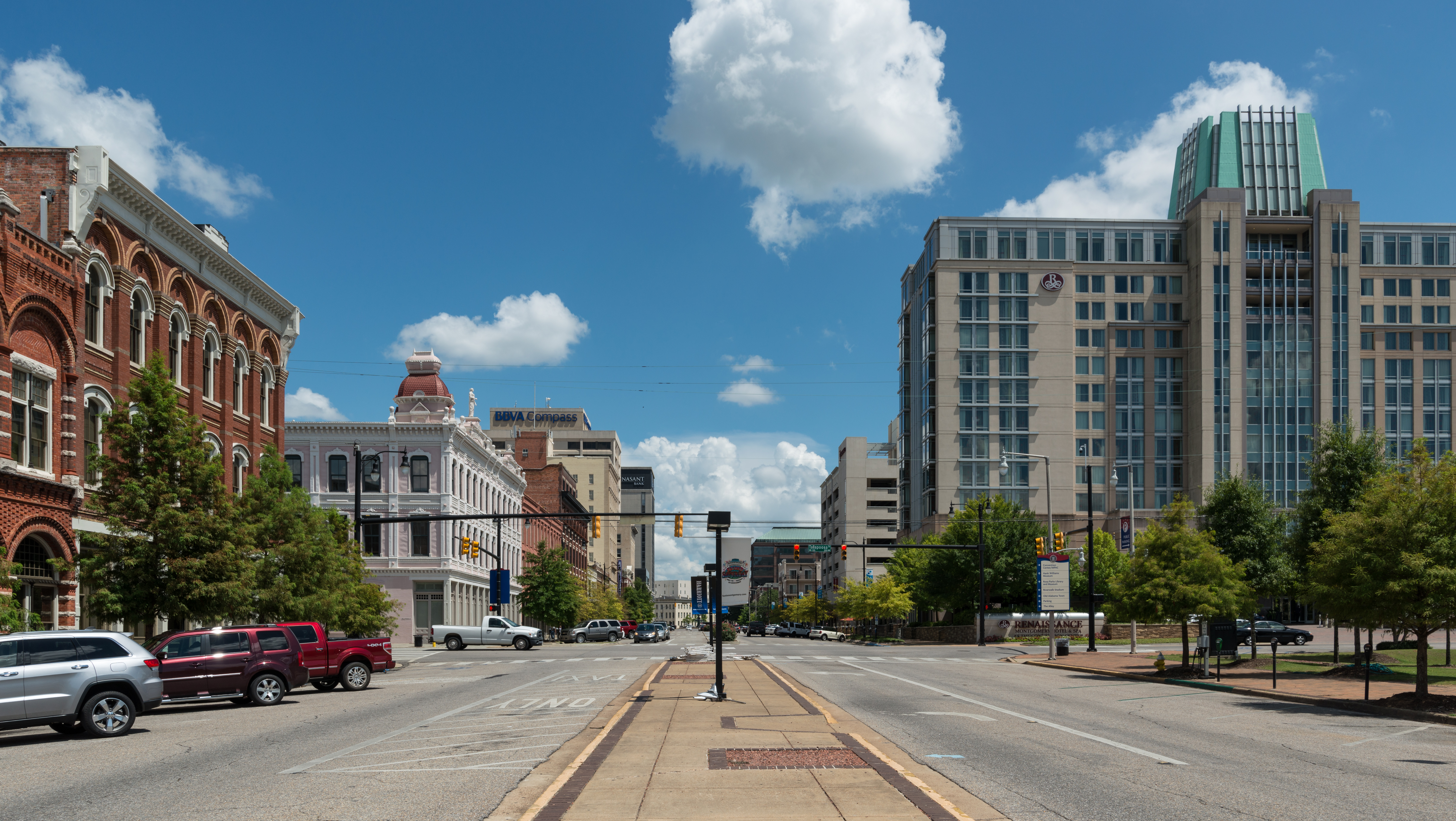
Belváros, Kereskedelem utca (Commerce Street)
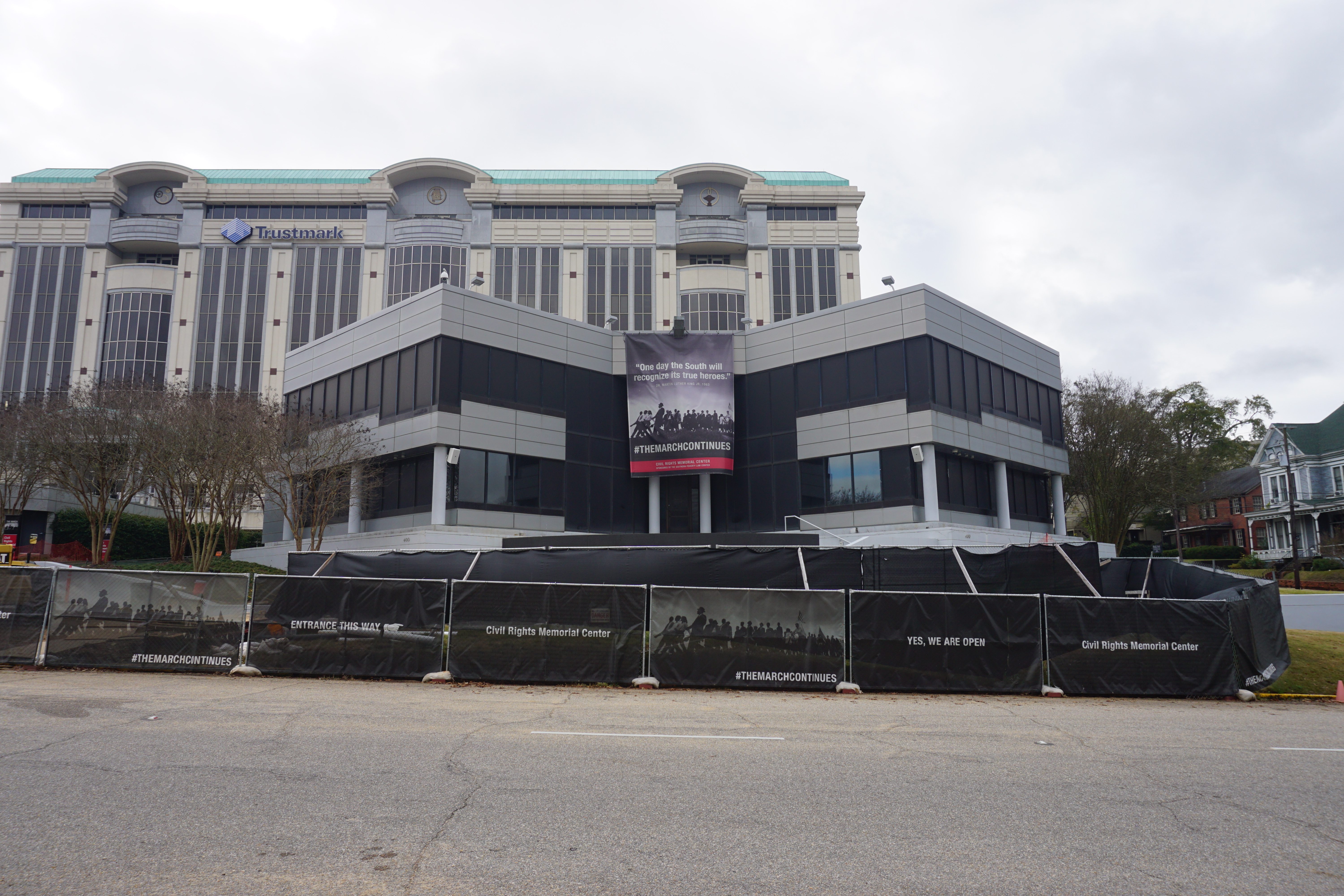
Polgárjogi Emlékközpont

## Híres emberek
- Talán a leghíresebb lakói Martin Luther King, a Dexter Avenue-i Baptista Templom lelkipásztora 1954–1960 között, a fekete polgárjogi mozgalom vezéralakja és később mindennemű polgárjogi mozgalom szimbóluma, illetve a mozgalom másik szimbóluma, Rosa Parks voltak.
- A countryzene egyik legendája, a stílusra óriási hatást gyakorolt Hank Williams is itt élte életének egy jelentős részét.